# Ayrancı
Ayrancı là một huyện thuộc tỉnh Karaman, Thổ Nhĩ Kỳ. Huyện có diện tích 1956 km² và dân số thời điểm năm 2007 là 10594 người, mật độ 5 người/km².